# Conehatta, Mississippi
Conehatta là một thành phố thuộc quận Newton, tiểu bang Mississippi, Hoa Kỳ. Năm 2010, dân số của thành phố này là 1 342 người.

## Dân số
- Dân số năm 2000: 997 người.
- Dân số năm 2010: 1 342 người.